# Мамедов Суммани Махмадали
Суммани Махмадали Маме́дов (нар. 15 червня 1952, Дузаграма) — український живописець.

## Біографія
Народився 15 червня 1952 року в селі Дузаграмі (нині Кахетія, Грузія). У 1970 році навчався в Тбіліській академії мистецтв, 1981 року закінчив Харківський художньо-промисловий інститут, де навчався зокрема у Адольфа Константинопольського. 
Після зобуття освіти працював у Жданові (нині Маріуполь, Донецька область, Україна).

## Творчість
Створює торговельну рекламу, пейзажі та портрети у реалістичному стилі. Серед робіт:
- «Ашиг» (кінець 1990-х, полотно, олія);
- «Старе Баку» (кінець 1990-х, полотно, олія);

Брав участь у міських, обласних, всеукраїнських мистецьких виставках з 1995 року.